# Hokuto Nakamura
Hokuto Nakamura (中村 北斗 Nakamura Hokuto?, nacido el 10 de julio de 1985 en Nagasaki) es un exfutbolista japonés que se desempeñaba como centrocampista.
El 31 de enero de 2020, el V-Varen Nagasaki anunció su incorporación como entrenador del equipo sub-18 tras haberse retirado como futbolista.

## Trayectoria

### Clubes
| Club             | País  | Año         |
| ---------------- | ----- | ----------- |
| Avispa Fukuoka   | Japón | 2004 - 2008 |
| FC Tokyo         | Japón | 2009 - 2013 |
| Omiya Ardija     | Japón | 2014        |
| Avispa Fukuoka   | Japón | 2015 - 2017 |
| V-Varen Nagasaki | Japón | 2018 - 2019 |

## Estadística de carrera

### J. League
| Club           | Año   | J. League | J. League | Copa J. League | Copa J. League | Total | Total |
| Club           | Año   | Part.     | Goles     | Part.          | Goles          | Part. | Goles |
| -------------- | ----- | --------- | --------- | -------------- | -------------- | ----- | ----- |
| Avispa Fukuoka | 2004  | 0         | 0         | -              | -              | 0     | 0     |
| Avispa Fukuoka | 2005  | 34        | 4         | -              | -              | 34    | 4     |
| Avispa Fukuoka | 2006  | 30        | 4         | 2              | 0              | 32    | 4     |
| Avispa Fukuoka | 2007  | 3         | 0         | -              | -              | 3     | 0     |
| Avispa Fukuoka | 2008  | 38        | 3         | -              | -              | 38    | 3     |
| FC Tokyo       | 2009  | 10        | 2         | 2              | 0              | 12    | 2     |
| FC Tokyo       | 2010  | 28        | 0         | 8              | 0              | 36    | 0     |
| FC Tokyo       | 2011  | 24        | 0         | -              | -              | 24    | 0     |
| FC Tokyo       | 2012  | 11        | 1         | 2              | 0              | 13    | 1     |
| FC Tokyo       | 2013  | 0         | 0         | 0              | 0              | 0     | 0     |
| Omiya Ardija   | 2014  | 20        | 0         | 2              | 0              | 22    | 0     |
| Avispa Fukuoka | 2015  | 30        | 3         | -              | -              | 30    | 3     |
| Avispa Fukuoka | 2016  | 16        | 0         | 4              | 0              | 20    | 0     |
| Avispa Fukuoka | 2017  | 5         | 0         | -              | -              | 5     | 0     |
| Total          | Total | 249       | 17        | 20             | 0              | 269   | 17    |